# Ищеино (Липецкая область)
Ищеино́ — крупное село Краснинского района Липецкой области. Центр Ищеинского сельсовета.
Расположено на автодороге Красное — Сергиевское. Из Ищеино тянется дорога до Верхнего Брусланова.
Возникло не позднее конца XVII века: упоминается в документах 1705 года .
В Ищеино есть церковь. В центре села — четыре пруда.

## Население
| 2010 |
| ---- |
| 469  |

## Внешние ссылки
- Муниципальное общеобразовательное учреждение средняя общеобразовательная школа села Ищеино